# Wietszyno
Wietszyno (niem. Johannesthal) – niezamieszkana wieś w Polsce położona w województwie zachodniopomorskim, w powiecie białogardzkim, w gminie Karlino. Miejscowość wchodzi w skład sołectwa Karścino.
W latach 1975–1998 miejscowość administracyjnie należała do województwa koszalińskiego.
W miejscowości działało Państwowe Gospodarstwo Rolne Wietszyno.
Wraz z miejscowością Pobłocie Wielkie tworzy sołectwo Pobłocie Wielkie.